# Pura TI
| TI ist das Kürzel für den Kanton Tessin in der Schweiz. Es wird verwendet, um Verwechslungen mit anderen Einträgen des Namens Pura zu vermeiden. |

Werner Friedli: Pura, historisches Luftbild (1950)

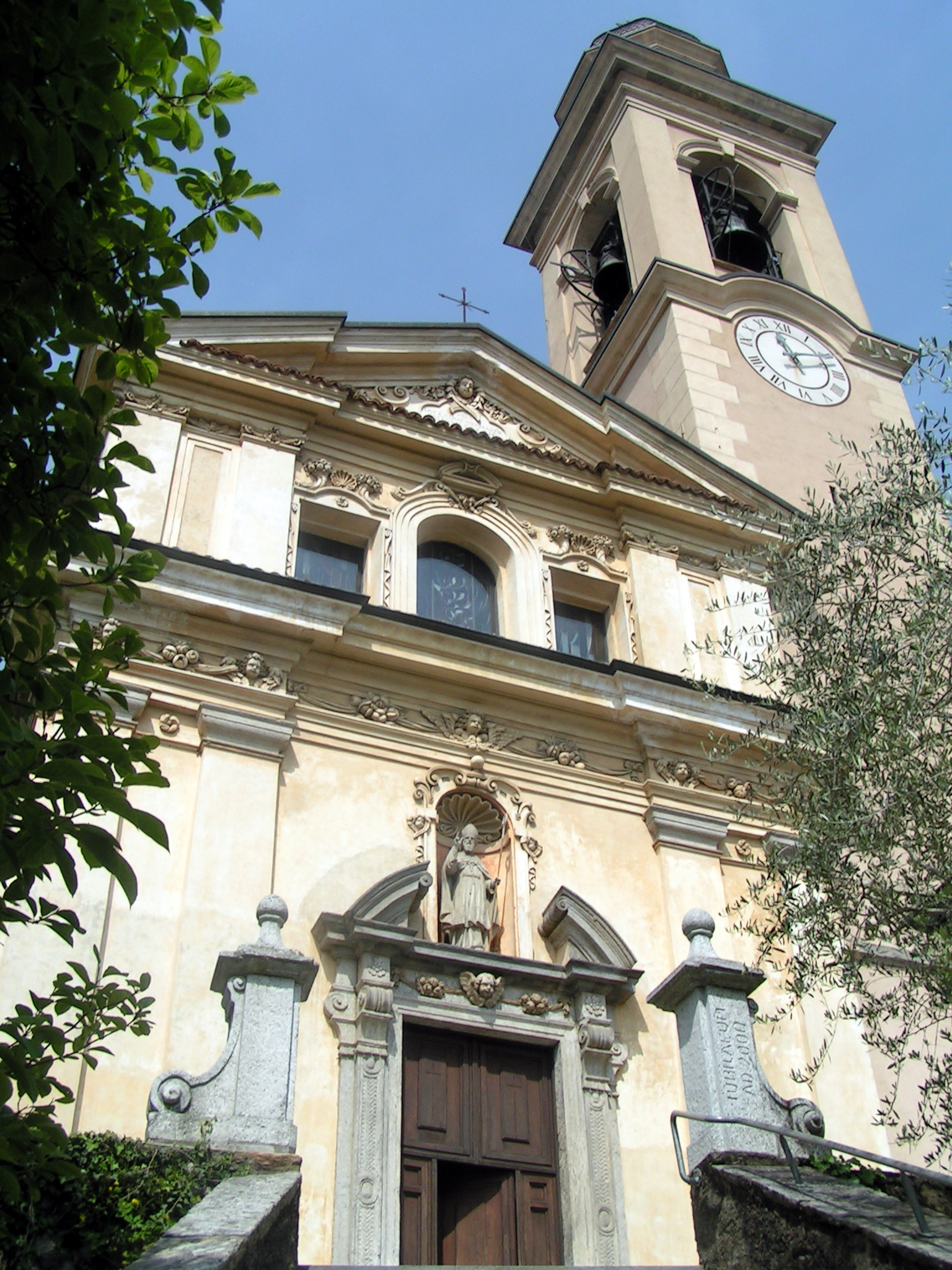
Pfarrkirche San Martino

 Pura  ist eine politische Gemeinde im Kreis Magliasina, im Bezirk Lugano des Kantons Tessin in der Schweiz und besteht aus dem Dorf Pura und aus Teilen der Orte Magliasina und Moriscio.

## Geographie
Das Dorf liegt auf 387 m ü. M. im Val Magliasina und 9 km südwestlich des Bahnhofs Lugano der Schweizerischen Bundesbahnen.
Die Nachbargemeinden sind im Norden Lema, im Osten Neggio und Magliaso, im Süden Caslano und im Südwesten Tresa.

## Geschichte
Das Dorf wird urkundlich erstmals erwähnt als Piura im Jahr 751. Kaiser Heinrich V. (HRR) bestätigte 1110 der Abtei San Pietro in Ciel d’Oro von Pavia ihre Besitzungen in Pura; 1296 werden dort zahlreiche Güter des Bischofs von Como erwähnt.

W. Friedli: Hotel Paladina, historisches Luftbild (1950)

Pura bildet eine eigenständige Bürgergemeinde.

## Bevölkerung
Einwohnerzahlen: Volkszählungsdaten

## Sehenswürdigkeiten
- Kirche San Martino, Pfarrkirche seit 1603. Bereits 1352 ist sie als einfache Kirche erwähnt. 1580 wurde sie auf die heutige Grösse erweitert und in den Jahren 1642–1643 im barocken Stil umgebaut und mit einem Turm ergänzt.[8]
- Beinhaus[8]
- Oratorium Santa Maria delle Grazie, genannt la Gesora, Architekt Giorgio Ruggia (1856), restauriert von Architekt Alberto Finzi (1968), Gemälde Madonna con Bambino des Malers Bernardino Giani aus Ponte Tresa, Glasmalereien des fra’ Roberto Pasotti[8]
- Betkapelle mit Fresko Madonna mit Kind[8]
- Betkapelle Madonna di Caravaggio im Ortsteil Mistorni[8]
- Mittelalterliches Wohnhaus Crivelli, heute Sciolli: Hausflur[8]
- Wohnhäuser Ferregutti, Ruggia, Sciolli: Portale[8]
- Villa Pelli: Kaminaufsatz[8]
- Wohnhaus Hutmacher[8]
- Casa Jaeger[8]
- ehemalige Pension Conradin (Albergo Paladina)[8]
- Alte Waschanlage[8]
- Römische Kultstätte auf den Monti Mondini[9]

## Sport
- Football Club Pura[10]